# Umberto Nobile

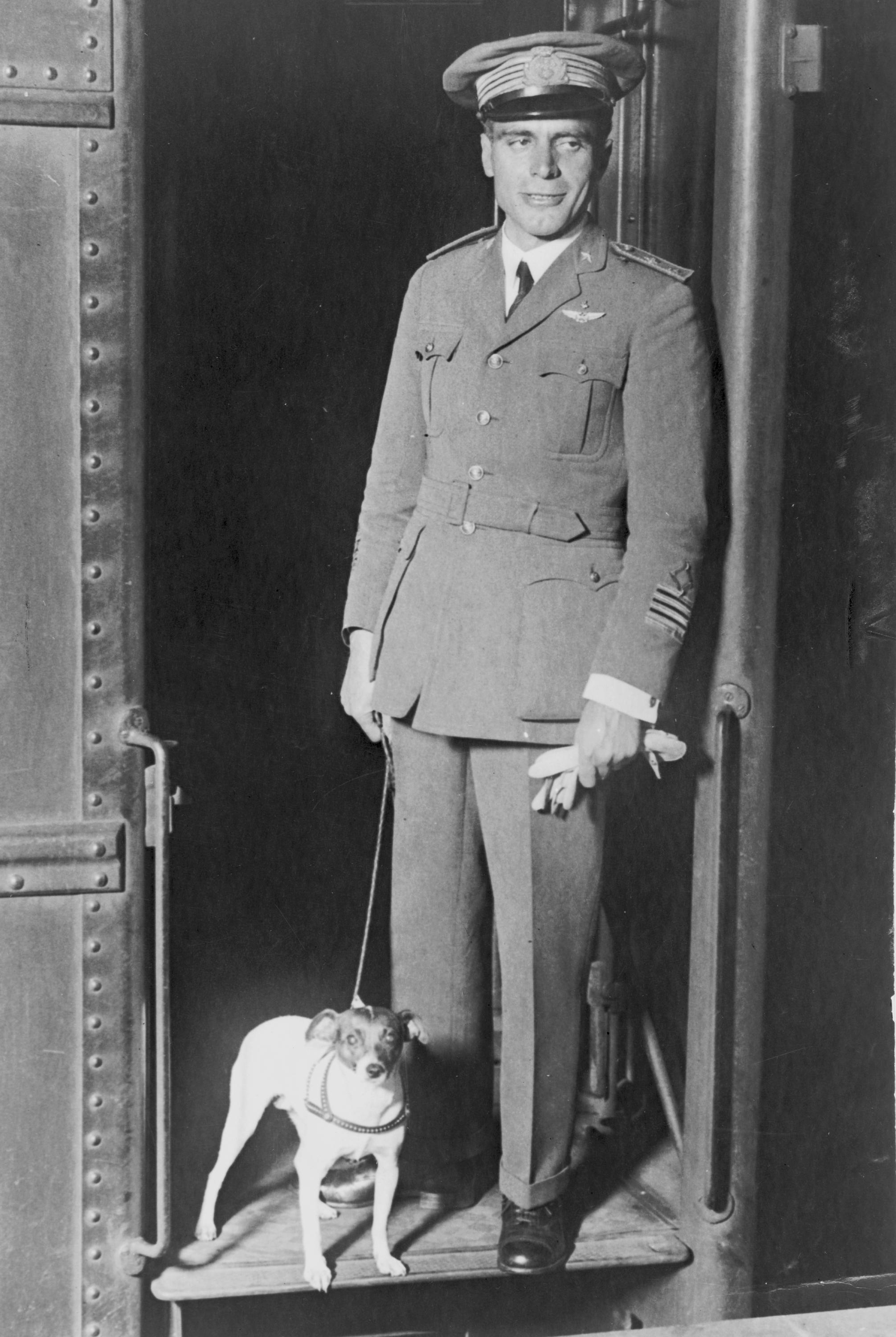
Umberto Nobile wraz ze swym psem Titiną (1926)

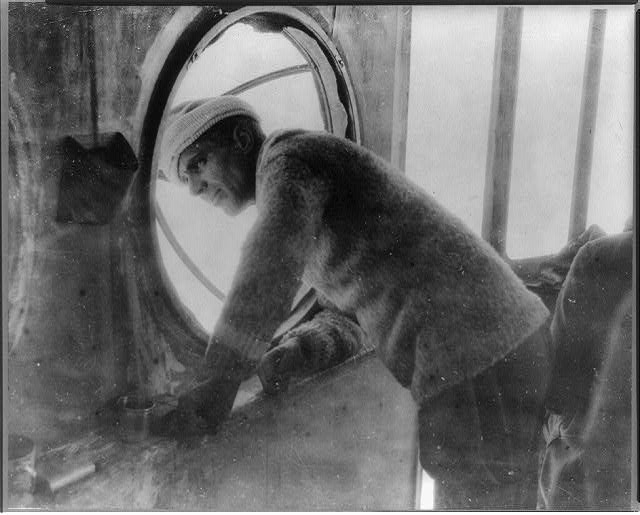
Umberto Nobile na pokładzie sterowca „Norge” (1926)

Umberto Nobile (ur. 21 stycznia 1885 w Lauro koło Salerno, zm. 30 lipca 1978 w Rzymie) – włoski pilot i konstruktor sterowców, generał i polarnik.
Pilot sterowca własnej konstrukcji „Norge” podczas pionierskiego lotu transpolarnego Amundsena-Ellswortha-Nobilego w 1926 roku.

## Życiorys
Umberto Nobile urodził się 21 stycznia 1885 roku w Lauro koło Salerno  .
Po ukończeniu inżynierii elektrycznej i inżynierii przemysłowej na uniwersytecie w Neapolu pracował dla kolei włoskich nad elektryfikacją sieci kolejowej .
Następnie zainteresował się lotnictwem i w 1911 roku uczestniczył w rocznym kursie aeronautyki armii włoskiej . Po przystąpieniu Włoch do I wojny światowej w 1915 roku, Nobile, wcielony do wojska, pracował przy produkcji i modernizacji samolotów .
W lipcu 1918 roku wraz z trzema innymi inżynierami: Giuseppem Valle (1886–1975), Benedettem Croce i Celestinem Usuellim (1877–1926) założył spółkę konstruującą sterowce . Firma wyprodukowała sterowiec oznaczony symbolem T-34, sprzedany armii amerykańskiej, który rozbił się i spłonął po zaczepieniu o linie wysokiego napięcia w 1922 roku .
W 1922 roku Nobile wyjechał do Stanów Zjednoczonych, gdzie pracował dla firmy Goodyear w Akron . Po powrocie do Włoch zaprojektował i zbudował w 1924 roku nowy model sterowca półszkieletowego oznaczony symbolem N-1 . Nobile osobiście pilotował N-1, a na loty zawsze zabierał swojego psa o imieniu Titina . W 1926 roku został mianowany generałem .

### Lot transpolarny Amundsena-Ellswortha-Nobilego (1926)
W 1926 roku wspólnie z Roaldem Amundsenem (1872–1928) i Lincolnem Ellsworthem (1880–1951) oraz 13 innymi uczestnikami dokonał pionierskiego przelotu nad biegunem północnym na sterowcu N-1, przez Amundsena nazwanym „Norge” . Trasa przelotu wiodła z Ny-Ålesund na Svalbardzie do Teller na Alasce . Nobile pilotował sterowiec, a na pokład zabrał swojego psa .
Przelot nad biegunem był planowany przez Amundsena i Ellswortha od maja 1925 roku . Hjalmar Riiser-Larsen (1890–1965) zarekomendował użycie sterowca N-1 konstrukcji Nobilego . W 1925 roku rząd włoski zgodził się sprzedać sterowiec ekspedycji za 75 tys. dolarów i odkupić go po wyprawie za 46 tys. o ile statek będzie w dobrym stanie . Cena była obniżona, pod warunkiem, że Nobile będzie kapitanem statku, a w ekspedycji weźmie udział pięciu Włochów. 29 marca 1926 roku na lotnisku Ciampino koło Rzymu dokonano uroczystego aktu przekazania statku ekspedycji w obecności włoskiego premiera Benito Mussoliniego (1883–1945) .
Pierwszego przelotu nad biegunem północnym mieli dokonać amerykański pilot Richard Byrd (1888–1957) i Floyd Bennett (1890–1928) samolotem Fokker F.VII/3m o nazwie „Josephine Ford” , jednak nie wszyscy wierzyli, by udało im się przelecieć nad biegunem, ponieważ wrócili dość szybko do bazy . Wyprawa Amundsena wyruszyła wkrótce po powrocie Byrda i Bennetta . W locie brali udział: Amundsen, Ellsworth, Nobile, pięciu włoskich mechaników, Riiser-Larsen, Oscar Wisting (1871–1936), pięciu innych Norwegów i szwedzki meteorolog Finn Malmgren (1895–1928) .
Sterowiec wystartował 11 maja 1926 roku i następnego dnia przeleciał nad biegunem północnym, gdzie wyrzucono na lód flagi Norwegii, Włoch i Stanów Zjednoczonych . Wobec wątpliwości co do zdobycia bieguna północnego przez Cooka (1865–1940) i Peary’ego (1856–1920) w 1908 roku, czy następnie przez Byrda i Bennetta, dotarcie na biegun północny przez załogę sterowca było pierwszym w pełni udokumentowanym zdobyciem bieguna . 13 maja 1926 roku sterowiec wylądował w Teller na Alasce, gdzie został zdemontowany, a uczestnicy wrócili do domu konwencjonalnymi środkami transportu . Po wyprawie Nobile i Amundsen wdali się w publiczny konflikt o to, kto miał większe zasługi dla zdobycia bieguna, co bardzo nadszarpnęło ich reputację .

### Wyprawa Nobilego (1928)

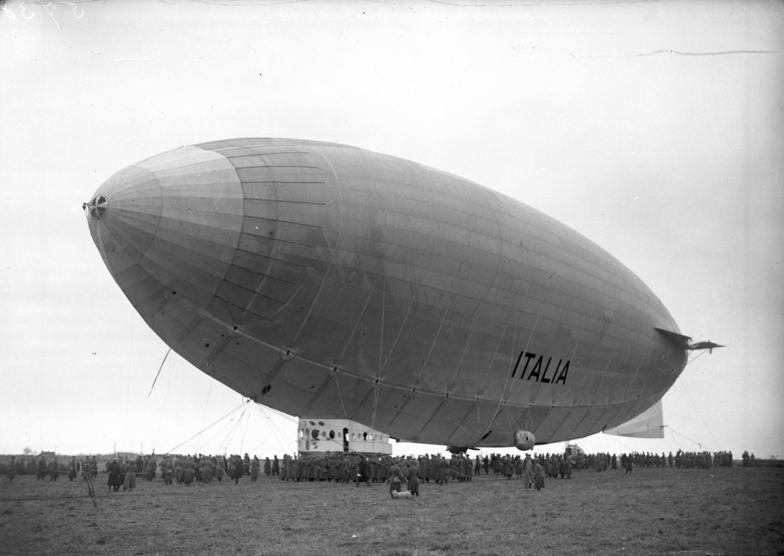
Sterowiec „Italia” (1928)

Po powrocie Nobile planował wyprawę na północ, by poszukiwać nowych lądów i przeprowadzić prace badawcze. Pomimo niechęci władz włoskich, które pracowały nad własnymi planami badań arktycznych, Nobile uzyskał zgodę Mussoliniego w 1927 roku na przeprowadzenie własnej wyprawy sterowcem. Wsparcie otrzymał od włoskiego towarzystwa geograficznego, a pomoc finansową od burmistrza Mediolanu. Statek i załogę zapewniło ministerstwo lotnictwa. Załoga liczyła 18 osób, w tym 4 uczestników lotu „Norge” oraz 3 naukowców – w wyprawie uczestniczyli włoski fizyk Aldo Pontremoli (1896–1928), szwedzki meteorolog Finn Malmgren (1895–1928) i czeski fizyk František Běhounek (1898–1973).
Pierwszy lot na pokładzie sterowca „Italia” odbył się 15 maja 1928 roku. Nobile planował dwa kolejne – do bieguna północnego przez Grenlandię oraz lot pozwalający na zbadanie jak największego obszaru arktycznego. 23 maja 1928 roku „Italia” wyruszyła na biegun północny z 16 członkami załogi na pokładzie. Krótko po północy dotarła nad biegun, lecz silny wiatr uniemożliwił lądowanie i prowadzenie badań. Po zrzuceniu flagi Włoch i krzyża podarowanego przez papieża wyprawa zawróciła do Svalbardu. By uniknąć gęstej mgły, sterowiec leciał nisko, pod silny wiatr, co spowolniło lot. Na metalowych częściach zaczął osadzać się lód, który kruszył się, a fruwające odłamki zagrażały zbiornikom wodorowym. Po tym jak doszło do blokady koła windy, sterowiec, lecący na wysokości 250 m nad ziemią, nagle zanurkował i pomimo szybkiej reakcji Nobilego, który nakazał natychmiastowe wyłączenie silników, statek uderzył w lód. Gondola uległa rozbiciu i 10 członków załogi, w tym Nobile, wraz ze sprzętem i prowiantem wypadło na zewnątrz. Sterowiec stał się lżejszy i uniósł się w górę z pozostałymi sześcioma członkami załogi na pokładzie – ich dalsze losy nie są znane.
Jeden z rozbitków poniósł śmierć na miejscu, inny złamał nogę, a sam Nobile doznał złamania ręki i nogi. Ekwipunek, który wypadł ze sterowca, zawierał 4-osobowy namiot, śpiwór, 70 kg jedzenia i nadajnik radiowy. Początkowo mimo sygnału SOS nadawanego co dwie godziny, nikt go nie odebrał i 3 członków załogi wyprawiło się 30 maja po pomoc drogą lądową. 6 czerwca rozbitkom udało się nawiązać kontakt ze statkiem włoskim, jednak Włochy odmówiły ratunku. Akcje ratunkowe zorganizowały natomiast Finlandia, Francja, Norwegia, Szwecja i ZSRR, oraz mieszkańcy Mediolanu. W poszukiwaniach wzięło udział 1500 osób, 18 statków i 22 samoloty.
Na ratunek pospieszył również Amundsen . Za pośrednictwem norweskiego biznesmena rząd francuski dostarczył mu łódź powietrzną Latham 47, którą pilotował Leif Dietrichson . Wyprawa ratunkowa Amundsena ruszyła z Tromsø 18 czerwca 1928 roku, lecz trzy godziny po starcie utracono z nią kontakt radiowy . Uważa się, że samolot rozbił się u wybrzeży Wyspy Niedźwiedziej, choć nikogo nigdy nie odnaleziono.
Koczująca na lodzie załoga „Italii” została wkrótce dostrzeżona przez samolot włoski, a wkrótce obok obozu wylądował szwedzki pilot, który zabrał Nobile i jego psa. Pilot wrócił po resztę załogi, lecz samolot rozbił się przy lądowaniu. Rozbitkowie zostali ostatecznie uratowani przez radziecki lodołamacz „Krasin”.
W wyniku śledztwa przeprowadzonego we Włoszech Nobile został uznany za odpowiedzialnego za katastrofę i wystąpił z armii włoskiej . W 1931 roku wziął udział w radzieckiej wyprawie arktycznej . Po zakończeniu II wojny światowej raport śledztwa w sprawie katastrofy w 1928 roku został obalony, a Nobile przywrócony w szeregi wojska .
Po wojnie Nobile zasiadał w parlamencie Włoch oraz wykładał na uniwersytecie w Neapolu . W 1959 roku opublikował wspomnienia z podróży arktycznych Gli italiani al Polo Nord . W 1969 roku odsłonił w Tromsø pomnik ku czci tych, którzy zginęli podczas poszukiwań uczestników wyprawy w 1928 roku .
Nobile zmarł w Rzymie 30 lipca 1978 roku  , pochowany na Cmentarzu Flamińskim.

## Odznaczenia
- Kawaler Orderu Sabaudzkiego Wojskowego (1926)[14]
- Wielki Oficer Orderu Zasługi Republiki Włoskiej (1966)[15]
- Złoty Medal Kongresu (1928)[16]

## Upamiętnienie
W 1969 roku Michaił Kałatozow nakręcił film Czerwony namiot o tragicznej wyprawie z 1928 roku, nominowany w 1972 roku do nagrody filmowej Złoty Glob w kategorii dla najlepszego zagranicznego filmu anglojęzycznego.
W 1994 roku na cześć Nobilego nazwano jeden z kraterów na Księżycu – Nobile. Jeden z lodowców Ziemi Grahama w północnej części Półwyspu Antarktycznego od 1960 roku nosi nazwę upamiętniającą Nobilego – Nobile Glacier.
W rodzinnej miejscowości Nobilego – Lauro – funkcjonuje muzeum mu poświęcone.